# Ealhmund (Kent)

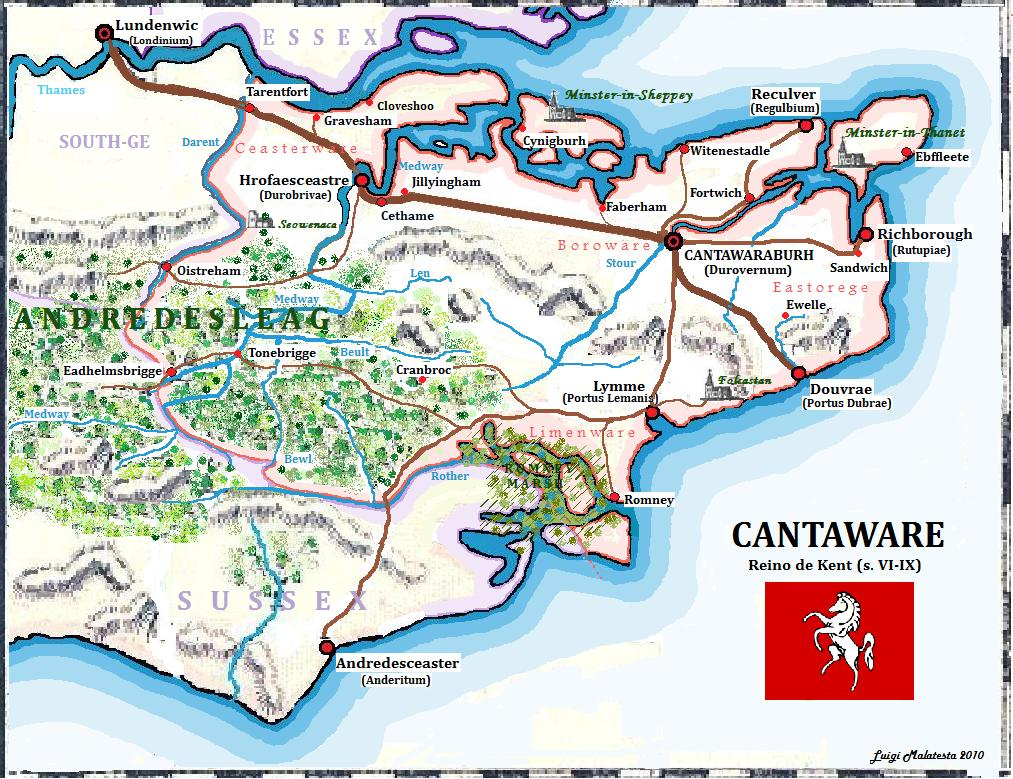
Kent in angelsächsischer Zeit

Ealhmund (auch Ealhmundus, Ealmundus, Ealmund; † 785) war von 779/784 bis 784/785 König des angelsächsischen Königreiches Kent. Möglicherweise ist Ealhmund mit Eanmund, der um 764/765 in Kent herrschte, identisch.

## Leben

### Familie
Nach der traditionellen Überlieferung stammte Ealhmund aus dem Haus Wessex. Sein Vater hieß Eafa, seine Mutter ist unbekannt. Ealhmunds Sohn Ecgberht war von 802 bis 839 König von Wessex. Einiges spricht jedoch auch für eine kentische Herkunft. Möglicherweise entstand die „Versippung“ mit dem Haus Wessex erst in späterer Zeit, als Ealhmunds Sohn Ecgberht und dessen Nachkommen sich eine zusätzliche Legitimation als Könige von Wessex schufen.

### Herrschaft
König Ecgberht II. (764/765–779/784) von Kent errang im Jahre 776 in der Schlacht von Otford einen Sieg über Offa (757–796), den König von Mercia, schüttelte dessen Oberherrschaft ab und herrschte in den nächsten Jahren als unabhängiger König vermutlich über ganz Kent. Ecgberhts Einflussbereich erstreckte sich wahrscheinlich auch auf Surrey und Teile von Essex und Sussex. Möglicherweise war Ealhmund bereits in den 770er Jahren Mitkönig oder Unterkönig Ecgberhts II., der möglicherweise sein Bruder war.
Mit der letzten im Jahr 779 ausgestellten Charta S36 verschwand Ecgberht II. aus der Überlieferung. Im Jahr 784 ist Ealhmund als sein Nachfolger belegt. Im Jahr 784 überschrieb Ealhmund mit der einzigen von ihm in einer frühen Abschrift erhaltenen Urkunde 12 aratra (Hufe, Gehöfte) bei Scilduuic (Sheldwich bei Faversham) an Hwitred, den Abt von Reculver und gewährte Abgabenfreiheit. Um 784/785 geriet Kent nochmals unter die Kontrolle von Offa, der das Land bis zu seinem Tod 796 selbst regierte. Vermutlich kam Ealhmund in diesen Kämpfen 785 ums Leben. Ealhmunds Sohn Ecgberht musste 786 vor Offa fliehen und fand am Hof Karls des Großen im Frankenreich Asyl.